# Manuel de la Parra y de la Cruz
Manuel de la Parra y de la Cruz fue un escritor castellano. En mayo de 1936, Manuel de la Parra fue nombrado vicepresidente de la Asociación de Escritores Regionalistas Castellanos.
En 1921, con el pseudónimo colectivo Lohengrin, fue autor de la letra de La Cortesana de Luis XV con Luis Contreras Marcos, y música de José Ruiz de Azagra.
Ganador, en 1928, del primer premio de argumentos cinematográficos de la revista Cosmópolis (1000 pesetas).
Entre 1931 y 1933, Manuel de la Parra mantuvo correspondencia con el ministro Jaime Carner sobre asuntos profesionales (información económica). Esta documentación actualmente se encuentra en el Centro Documental de la Memoria Histórica.
En enero de 1931, un artículo suyo publicado en El Adelanto, Notas bibliográficas de agricultura, se hacía eco de El Valor de Castilla, de Gregorio Fernández Díez, con estas palabras: "Es la exaltación del regionalismo castellano este libro. Todo ello es un cántico al valor económico, agrícola, industrial y social de Castilla; siendo este un verdadero libro de consultas para todo aquello que se refiera a la región castellana".
Colaborador, entre 1933 y 1934, de la revista Castilla industrial y agrícola, en la que también colaboró el economista Gregorio Fernández Díez.
En marzo de 1936, era miembro de Grupo de Intereses Materiales de la Sociedad Económica Matritense de Amigos del País. Dos meses más tarde, en mayo de 1936, De la Parra fue cofundador de la Asociación de Escritores Regionalistas Castellanos y nombrado su vicepresidente. Ese mismo año también ocupaba el cargo de secretario de la Asociación de la Prensa Agrícola.
Se destacó como militante de Izquierda Republicana en Madrid en los primeros meses de 1939.
Como consecuencia de su actividad política anterior a la Guerra Civil (1936-1939), se le abrió ficha  por parte de la Delegación Nacional de Servicios Documentales de Presidencia del Gobierno y fue represaliado por el franquismo. En 1941, con otros 110 encarcelados, recibió la libertad condicional tras estar encarcelado en la Prisión Central de Ocaña.
Colaborador, entre otros, de El Adelanto (Salamanca) y de El Avisador Numantino (Soria).

## Obras
Musicales:
- La cortesana de Luis XV (1921)

Perdiodísticas:
- La enseñanza agrícola en España, en Technique agricole internationale, v. 2-3 (1932), p. 228
- Temas de actualidad económico-financiera, en Castilla industrial y agrícola (Burgos), n.º 3 (1933), p. 27-28
- La prensa agrícola española (Impr. Castellana, 1935)
- La autonomía castellana, en La Libertad, 19 de junio de 1936, p. 9. <http://revistataranco.blogspot.com.es/2015/12/la-autonomia-castellana.html>
- Estudios previos para una mutualidad internacional de periodistas agrícolas, en I Congreso Internacional de Prensa Agrícola (1936)